# Зова (род)
Зова (лат. Sambucus) биљни је род из фамилије Adoxaceae. Род у неким класификационим схемама припада фамилији козокрвница. Познати представници овог рода су зова (базга) и бурјан (апта).

## Опис биљке
Дужина листова је 5—30 цм. Плодови зова су богати антоцијанидином захваљујући чему њихов сок добија плавкасту боју.

## Врсте
- Sambucus adnata
- Sambucus australasica
- Sambucus australis
- Sambucus callicarpa
- Sambucus canadensis
- Sambucus cerulea
- Sambucus ebulus
- Sambucus gaudichaudiana
- Sambucus javanica
- Sambucus lanceolata
- Sambucus latipinna
- Sambucus melanocarpa
- Sambucus microbotrys
- Sambucus nigra
- Sambucus orbiculata
- Sambucus palmensis
- Sambucus peruviana
- Sambucus pubens
- Sambucus racemosa
- Sambucus sibirica
- Sambucus sieboldiana
- Sambucus simpsonii
- Sambucus tigranii
- Sambucus velutina
- Sambucus wightiana
- Sambucus williamsii